# Bijela čiopa
Bijela čiopa (lat. Apus melba) je vrsta ptice koja pripada porodici Čiopa (lat. Apodidae).

## Područje rasprostranjenosti u svijetu i RH
Bijela čiopa je gnjezdarica selica, koja je u Hrvatskoj i u Europi prisutna samo tijekom sezone gniježđenja. Zimuju u tropskim dijelovima Afrike. Migriraju preko Sredozemnog mora. Jesenska migracija je tijekom rujna i listopada, a u proljeće se vraćaju u Europu krajem ožujka i tijekom travnja.  

## Veličina RH populacije
10 000 – 50 000 parova.

## Stanište
Čiope, pa tako i ova vrsta, provode najviše vremena u zraku te u jednom danu mogu preletjeti 600 – 1000 km. Za gniježđenje odabiru stijene, litice, špilje, ponekad rupe u drveću, ali i visoke građevine.

## Fenologija vrste i biologija vrste
Daleko najveća čiopa u regiji, lako ju je razlikovati po blijedom, svijetlosmeđem ruhu, s uočljivim bijelim donjim dijelovima preko kojih prelazi smeđa prsna traka, svojstvo kojeg nema niti jedna druga čiopa u regiji. Rep je relativno kratak i pomalo rašljast. Let je brz, snažan i odlučan, ali zamasi krila sporiji nego kod drugih čiopa. Duljina tijela je 20 – 22 cm, a raspon krila 54 – 60 cm. 
Tijekom sezone gniježđenja, bijela čiopa ima jedno leglo s 1 – 4 jaja. Gnijezdi u rupama u liticama ili zgradama, a gnijezda grade od slame i perja, koje je zajedno povezano slinom. Inkubacija traje 17 – 23 dana. 
Hrani se kukcima i paucima, koje isključivo hvata u letu.

## IUCN kategorija ugroženosti i zakonska zaštita
Bijela čiopa prema Crvenoj knjizi ptica Hrvatske (Tutiš i sur. 2013.) ima kategoriju ugroženosti: najmanje zabrinjavajuća (LC) vrsta. 
Sukladno Zakonu o zaštiti prirode (80/13) i Pravilniku o strogo zaštićenim vrstama (NN 114/13) bijela čiopa je strogo zaštićena vrsta u RH.